# Hoppare (skulptur)
Hoppare är en aluminiumskulptur av Mikael Åberg, föreställande ett litet barn i blå stövlar och t-shirt, toppluva och cyklop, som är placerat på en tegelmur i parken utanför Umeå stads kyrka i centrala Umeå. 
Nedanför muren finns tre gjutna fördjupningar – vattenpölar, lockande för barnet att hoppa ned till.
Skulpturen tillkom under projektet Samtida konst möter kyrkan, som var ett samarrangemang mellan Svenska kyrkan i Umeå och studieförbundet Sensus inför kulturhuvudstadsåret 2014.

## Stulen – och återfunnen
Skulpturen stals från sin plats tidigt under hösten 2014, men återfanns snart – på en återvinningsstation – och kunde snart återbördas till sin utvalda plats.